# الساحل (صوماليلاند)
الساحل (بالصومالية: Saaxil)‏ هي منطقة إدارية في شمال صوماليلاند عاصمتها بربرة.

## نظرة عامة
العاصمة الإقليمية لمنطقة الساحل هي مدينة بربرة الساحلية. تنقسم المنطقة كذلك إلى المقاطعات السبع التالية:
- بربرة
- شيخ
- عبدال
- بلهار
- لاس سيدل
- جودا واين
- شوغال
- زيارة

المنطقة مأهولة من قبل عشائر اسحق الفرعية من هبر أوال في غرب وجنوب الساحل، وحبر يونس في جنوب الساحل، وأجزاء من هبر يعلو في شرق الساحل.